# 백크
백크(본명: 백지훈, 2000년 2월 29일 ~ )는 대한민국의 인터넷 방송인이다. 아이디로 Baekk를 사용한다.

## 경력
2019년, 아프리카TV 플랫폼을 통해 인터넷 방송을 시작했다.
2021년 2월, 아프리카TV 리그 오브 레전드 리그(ALL)의 첫 시즌인 파일럿 시즌부터 참가하기 시작했다. 이후 11월, ALL 시즌 3에서 우승을 달성했다.
2022년 9월, '한국 스트리머팀'의 초청 자격으로 아시아 스타 챌린저스 인비테이셔널에 출전하게 되었다. 9월 14일, 그룹 스테이지 D조 1위로 8강 플레이오프에 진출했다.

## 수상 내역
- 2021 아프리카TV 리그 오브 레전드 리그 시즌 3 우승 (아프리카 담원)
- 2022 아프리카TV 리그 오브 레전드 리그 글로벌 매치 3위
- 2022 아프리카TV 리그 오브 레전드 리그 시즌 4 3위